# Kaschtanowo (Kaliningrad, Polessk)
Kaschtanowo (russisch Каштаново, deutsch Schmilgienen, 1938 bis 1945 Kornfelde (Ostpr.), litauisch Smilgynė) ist ein Ort in der russischen Oblast Kaliningrad. Er gehört zur kommunalen Selbstverwaltungseinheit Stadtkreis Polessk im Rajon Polessk. Zu Kaschtanowo gehört auch der ehemalige Ort Obscherninken/Dachsfelde.

## Geographie
Kaschtanowo liegt 34 Kilometer östlich der Stadt Polessk (Labiau) an der Kreuzung der Regionalstraße 27A-145 (ex A190) mit der Kommunalstraße 27K-112 von Lipowka (Szacken/Schackenau) nach Gromowo (Lauknen/Hohenbruch). Bis 1945 war Uszballen/Mühlenau (russisch: Krasnaja Poljana, heute nicht mehr existent) der nächste Haltepunkt an der Bahnstrecke Königsberg–Tilsit (heute russisch: Kaliningrad–Sowetsk), deren Aufgaben heute von der Station Salessje-Nowoje wahrgenommen werden.

## Geschichte
Das bis 1938 Schmilgienen genannte Dorf bestand vor 1945 lediglich aus ein paar kleinen Höfen und Gehöften. Zwischen 1874 und 1938 war es in den Amtsbezirk Obscherninken (1938 bis 1946 in „Dachsfelde“ umbenannt, heute nicht mehr existent), danach bis 1945 in den Amtsbezirk Korehlen (heute russisch: Sowetskoje) eingegliedert und gehörte zum Kreis Labiau im Regierungsbezirk Königsberg der preußischen Provinz Ostpreußen. Im Jahre 1910 zählte Schmilgienen 77 Einwohner. Im Jahre 1933 stieg ihre Zahl auf 165 und belief sich 1939 auf 150. Ein Jahr zuvor, nämlich am 1. April 1938 waren die Nachbarorte Kermuschienen (1938 bis 1945: Forstreutershof, nicht mehr existent) und Paschwirgsten (1938 bis 1945: Bünden, existiert auch nicht mehr) nach Schmilgienen, das seit dem 3. Juni 1938 „Kornfelde“ hieß, eingemeindet.
In Kriegsfolge kam der Ort 1945 mit dem nördlichen Ostpreußen zur Sowjetunion. Im Jahr 1947 erhielt er den russischen Namen Kaschtanowo und wurde gleichzeitig dem Dorfsowjet Salessowski selski Sowet im Rajon Bolschakowo zugeordnet. Seit 1965 gehört der Ort zum Rajon Polessk. Von 2008 bis 2016 gehörte Kaschtanowo zur Landgemeinde Salessowskoje selskoje posselenije und seither zum Stadtkreis Polessk.

## Kirche
Mehrheitlich war die Bevölkerung Schmilgienens resp. Kornfeldes vor 1945 evangelischer Konfession und gehörte zum Kirchspiel der Kirche Mehlauken (1938 bis 1946: Liebenfelde, russisch: Salessje) im Kirchenkreis Labiau innerhalb der Kirchenprovinz Ostpreußen der Kirche der Altpreußischen Union. Heute liegt Kaschtanowo im Einzugsbereich der neu entstandenen evangelisch-lutherischen Kirchengemeinde in Bolschakowo (Groß Skaisgirren, 1938 bis 1946 Kreuzingen), einer Filialgemeinde in der Kirchenregion der Salzburger Kirche in Gussew (Gumbinnen) innerhalb der Propstei Kaliningrad der Evangelisch-lutherischen Kirche Europäisches Russland.